# National Hockey League 1959/1960
National Hockey League 1959/1960 var den 43:e säsongen av NHL. 6 lag spelade 70 matcher i grundserien innan Stanley Cup inleddes den 23 mars 1960. Stanley Cup vanns av Montreal Canadiens som tog sin 12:e titel, efter finalseger mot Toronto Maple Leafs med 4-0 i matcher. Montreal vann sin 5:e raka Stanley Cup-titel och spela final för 10:e året i rad.
Chicago Black Hawks-legenden Bobby Hull vann poängligan med 81 poäng, 39 mål och 42 assist.

## Grundserien
| Nr | Lag                 | S  | V  | O  | F  | GM  | IM  | MS  | P  |
| -- | ------------------- | -- | -- | -- | -- | --- | --- | --- | -- |
| 1  | Montreal Canadiens  | 70 | 40 | 12 | 18 | 255 | 178 | +77 | 92 |
| 2  | Toronto Maple Leafs | 70 | 35 | 9  | 26 | 199 | 195 | +4  | 79 |
| 3  | Chicago Black Hawks | 70 | 28 | 13 | 29 | 191 | 180 | +11 | 69 |
| 4  | Detroit Red Wings   | 70 | 26 | 15 | 29 | 186 | 197 | −11 | 67 |
| 5  | Boston Bruins       | 70 | 28 | 8  | 34 | 220 | 241 | −21 | 64 |
| 6  | New York Rangers    | 70 | 17 | 15 | 38 | 187 | 247 | −60 | 49 |

## Poängligan 1959/1960
Note: SM = Spelade matcher, M = Mål, A = Assists, Pts = Poäng
| Spelare          | Lag                 | SM | M  | A  | Pts |
| ---------------- | ------------------- | -- | -- | -- | --- |
| Bobby Hull       | Chicago Black Hawks | 70 | 39 | 42 | 81  |
| Bronco Horvath   | Boston Bruins       | 68 | 39 | 41 | 80  |
| Jean Beliveau    | Montreal Canadiens  | 60 | 34 | 40 | 74  |
| Andy Bathgate    | New York Rangers    | 70 | 26 | 48 | 74  |
| Henri Richard    | Montreal Canadiens  | 70 | 30 | 43 | 73  |
| Gordie Howe      | Detroit Red Wings   | 70 | 28 | 45 | 73  |
| Bernie Geoffrion | Montreal Canadiens  | 59 | 30 | 41 | 71  |
| Don McKenney     | Boston Bruins       | 70 | 20 | 49 | 69  |
| Vic Stasiuk      | Boston Bruins       | 69 | 29 | 39 | 68  |
| Dean Prentice    | New York Rangers    | 70 | 32 | 34 | 66  |

## Slutspelet 1960
4 lag gjorde upp om Stanley Cup-pokalen, matchserierna avgjordes i bäst av sju matcher.
Semifinaler
Montreal Canadiens vs. Chicago Black Hawks
| Datum   | Hemma               | Mål | Borta               | Mål | Not      |
| ------- | ------------------- | --- | ------------------- | --- | -------- |
| 24 mars | Montreal Canadiens  | 4   | Chicago Black Hawks | 3   |          |
| 26 mars | Montreal Canadiens  | 4   | Chicago Black Hawks | 3   | SD 08:38 |
| 29 mars | Chicago Black Hawks | 0   | Montreal Canadiens  | 4   |          |
| 31 mars | Chicago Black Hawks | 0   | Montreal Canadiens  | 2   |          |

Montreal Canadiens vann semifinalserien med 4-0 i matcher
Toronto Maple Leafs vs. Detroit Red Wings
| Datum   | Hemma               | Mål | Borta               | Mål | Not      |
| ------- | ------------------- | --- | ------------------- | --- | -------- |
| 23 mars | Toronto Maple Leafs | 1   | Detroit Red Wings   | 2   |          |
| 26 mars | Toronto Maple Leafs | 4   | Detroit Red Wings   | 2   |          |
| 27 mars | Detroit Red Wings   | 4   | Toronto Maple Leafs | 5   | SD 43:00 |
| 29 mars | Detroit Red Wings   | 2   | Toronto Maple Leafs | 1   | SD 01:54 |
| 2 april | Toronto Maple Leafs | 5   | Detroit Red Wings   | 4   |          |
| 3 april | Detroit Red Wings   | 2   | Toronto Maple Leafs | 4   |          |

Toronto Maple Leafs vann semifinalserien med 4-2 i matcher

## Stanley Cup-final
Montreal Canadiens vs. Toronto Maple Leafs
| Datum    | Hemma               | Mål | Borta               | Mål | Spelplats                   |
| -------- | ------------------- | --- | ------------------- | --- | --------------------------- |
| 7 april  | Montreal Canadiens  | 4   | Toronto Maple Leafs | 2   | Forum, Montreal             |
| 9 april  | Montreal Canadiens  | 2   | Toronto Maple Leafs | 1   | Forum, Montreal             |
| 12 april | Toronto Maple Leafs | 2   | Montreal Canadiens  | 5   | Maple Leaf Gardens, Toronto |
| 14 april | Toronto Maple Leafs | 0   | Montreal Canadiens  | 4   | Maple Leaf Gardens, Toronto |

Montreal Canadiens vann finalserien med 4-0 i matcher

## Poängligan i slutspelet 1960
Note: SM = Spelade matcher; M = Mål; A = Assists; Pts = Poäng
| Spelare             | Lag                 | SM | M | A  | Pts |
| ------------------- | ------------------- | -- | - | -- | --- |
| Henri Richard       | Montreal Canadiens  | 8  | 3 | 9  | 12  |
| Bernie Geoffrion    | Montreal Canadiens  | 8  | 2 | 10 | 12  |
| Leonard "Red" Kelly | Toronto Maple Leafs | 10 | 3 | 8  | 11  |
| Dickie Moore        | Montreal Canadiens  | 8  | 6 | 4  | 10  |
| Alex Delvecchio     | Detroit Red Wings   | 6  | 2 | 6  | 8   |
| Jean Beliveau       | Montreal Canadiens  | 8  | 5 | 2  | 7   |
| Bert Olmstead       | Toronto Maple Leafs | 10 | 3 | 4  | 7   |

## NHL awards
| 1959–60 NHL awards           | 1959–60 NHL awards                 |
| ---------------------------- | ---------------------------------- |
| Prince of Wales Trophy:      | Montreal Canadiens                 |
| Art Ross Memorial Trophy:    | Bobby Hull, Chicago Black Hawks    |
| Calder Memorial Trophy:      | Bill Hay, Chicago Black Hawks      |
| Hart Memorial Trophy:        | Gordie Howe, Detroit Red Wings     |
| James Norris Memorial Trophy | Doug Harvey, Montreal Canadiens    |
| Lady Byng Memorial Trophy:   | Don McKenney, Boston Bruins        |
| Vezina Trophy:               | Jacques Plante, Montreal Canadiens |

## All-Star
| Första                              | Position | Andra                                |
| ----------------------------------- | -------- | ------------------------------------ |
| Glenn Hall, Chicago Blackhawks      | M        | Jacques Plante, Montreal Canadiens   |
| Doug Harvey, Montreal Canadiens     | B        | Allan Stanley, Toronto Maple Leafs   |
| Marcel Pronovost, Detroit Red Wings | B        | Pierre Pilote, Chicago Blackhawks    |
| Jean Beliveau, Montreal Canadiens   | C        | Bronco Horvath, Boston Bruins        |
| Gordie Howe, Detroit Red Wings      | HF       | Bernie Geoffrion, Montreal Canadiens |
| Bobby Hull, Chicago Blackhawks      | VF       | Dean Prentice, New York Rangers      |